# デュラン・デュラン
デュラン・デュラン（英語: Duran Duran）は、イギリスのロックバンド。1978年、イングランド中部・バーミンガムにて結成された。1980年代前半のニューロマンティック（New Romantic）といわれるムーブメントやMTVブームの火付け役。バンド名はジェーン・フォンダが主演したSF映画『バーバレラ』（1968年）で登場する悪役「デュラン・デュラン（Durand-Durand）博士」より。当時バンドの登竜門となっていた、バーミンガムのクラブ『バーバレラ』が、同映画から命名されていたため、バーバレラでの演奏を目指す意思を表明したものである。

## 略歴
- 1978年、ニック・ローズ（キーボード）、ジョン・テイラー（ギター）、サイモン・コリー（ベース）、スティーヴン・ダフィ（ボーカル）の4人によって結成される。ところが半年後にコリーとダフィが脱退。すぐに代わりのボーカルとしてアンディ・ヴィケットが加入する。そして、その年の暮れにロジャー・テイラー（ドラム）が加入。しばらくは、この4人で活動する。なお、ローズは、デュラン・デュラン結成時まで、キーボードの演奏歴がほとんどなく、取材に対して「自分はタイプライターを叩くのが上手だったので、キーボードもすぐに上達すると思った」と答えている[5]。
- 1979年、ボーカルのヴィケットが脱退。
- 1980年、後任のベーシスト探しが難航し、ジョン・テイラーがベーシストへ転向する。そしてジェフ・トーマス（ボーカル）、アラン・カーティス（ギター）が加入しバンドは5人編成となる。ところが数か月後にトーマスとカーティスは脱退。そして後任のギタリストとしてアンディ・テイラーが加入。しかしボーカル探しは難航しバンドはオーディションに踏み切る。そんな中、サイモン・ル・ボンがボーカルとして採用される。採用された理由は「ルックスの良さ」「魅力的な声」「歌が上手い」そしてオーディションを受けた人たちの中でル・ボンだけが「詩や曲を書き溜めたノート」を持参していたからである。曲も書けて歌の上手いボーカルとしてル・ボンはバンドに迎え入れられ、ようやくメンバーが固定される。
- 1981年2月、シングル「プラネット・アース」（英12位）でデビュー。

4月、シングル「ケアレス・メモリーズ」（英37位）リリース。
6月、1stアルバム『デュラン・デュラン』リリース。全英チャートで3位を記録。2度目の全英ツアーを行う。
7月、シングル「グラビアの美少女」（英5位）リリース
9月、パリ、ブリュッセルなどでライブ。その後、全米ツアーを行う。
11月、シングル「マイ・オウン・ウェイ」（英14位）リリース。
12月、3度目の全英ツアーを行う。
- 1982年4月、PV撮影のため、スリランカへ。

4月25日 - 5月1日、初来日公演。東京、大阪、名古屋で5公演を行う。
5月、シングル「ハングリー・ライク・ザ・ウルフ」（英5位）リリース。2ndアルバム『リオ』（英2位）リリース。
6月から8月にかけて、北米ツアーを行う。8月からはブロンディのオープニング・アクトだった。
8月、シングル「セイヴ・ア・プレイヤー」（英2位）リリース。
9月から10月に、ヨーロッパ・ツアーを行う。
10月30日から、全英ツアーを行う。
11月、シングル「リオ」（英9位/アメリカでは1983年4月、最高位14位）リリース。
12月、ビルボード・チャートに「ハングリー・ライク・ザ・ウルフ」が77位に初登場。1983年3月、最高位3位を記録。
- 1983年3月、シングル「プリーズ・テル・ミー・ナウ」（英1位/米4位）リリース。

4月、映像クリップ集『デュラン・デュラン』リリース。
6月、1stアルバム『デュラン・デュラン』に「プリーズ・テル・ミー・ナウ」を追加収録して、アメリカと日本で再リリース（米10位）。
2ndアルバム『リオ』が、アメリカで最高位6位を記録。
7月、イギリス王室主催のチャリティ・コンサートに出演。
9月、ジョン・テイラーとロジャー・テイラーが、プロモーションのため来日。
10月、シングル「ユニオン・オブ・ザ・スネイク」（英3位/米3位）リリース。
11月、3rdアルバム『セブン・アンド・ザ・ラグド・タイガー』（英1位/米8位）リリース。
- 1984年、シングル「ニュー・ムーン・オン・マンデイ」リリース。そして「ザ・リフレックス」が全米（6月23日付〜6月30日付の2週連続）、全英で初のシングルチャートNo.1を獲得。続く「ワイルド・ボーイズ」は全米（12月15日付〜1985年1月5日付の4週連続）、全英共に第2位だった。
- 1985年、シングル「セイヴ・ア・プレイヤー」（米16位）がアメリカで発売。サイドプロジェクトも始動。ジョン・テイラーとアンディ・テイラーがドラマーに元シックのトニー・トンプソン、ボーカルにロバート・パーマーを従えパワー・ステーションを結成。アメリカでヒットする。ル・ボン、ローズ、ロジャー・テイラーはアーケイディアを結成し、アルバムにスティングやデヴィッド・ギルモア、土屋昌巳などの参加で話題を呼ぶ。同年7月13日に行われたライヴエイドに参加（参加会場は母国のイギリスではなくアメリカ・フィラデルフィアのJFKスタジアム）。「007 美しき獲物たち」「ユニオン・オブ・ザ・スネイク」「セイヴ・ア・プレイヤー」「ザ・リフレックス」を披露。なおパワー・ステーションも参加している。そしてシングル「007 美しき獲物たち」が2週連続第1位（7月13日付-7月20日付）を獲得（なお全英では第2位）。ロジャー・テイラー（実家の農家に専念するために脱退。後にアルバム『サンキュー』に2曲参加）とアンディ・テイラー（4thアルバム『ノトーリアス』に数曲参加）が脱退する。
- 1986年、ローズ、ジョン・テイラー、ル・ボンの3人で活動は続行。アルバムのセッションには後にメンバーとなるフランク・ザッパ・バンド、ミッシング・パーソンズでの活動で知られるウォーレン・ククルロ（ギター）、及び元アヴェレイジ・ホワイト・バンドのスティーヴ・フェローン（ドラム）が参加。
- 1987年、シングル「ノトーリアス」が全米2位（1月10日付）を記録（全英7位）。
- 1988年、10月に5thアルバム『ビッグ・シング』を発表。シングル「アイ・ドント・ウォント・ユア・ラヴ」が12月3日付のチャートで全米4位（全英14位）を記録。この曲を最後にしばらくバンドはトップ10ヒットから遠ざかる。
- 1989年、ウォーレン・ククルロとスターリング・キャンベル（ドラムス）が正式メンバーとして迎え入れられる。
- 1990年、6thアルバム『リバティ』を発表するが、ツアーは行われなかった。クリスマス前、キャンベルがニューヨークへ帰り、それっきり戻って来なかった。
- 1991年、4人での活動を始める。
- 1993年に発表の7thアルバム『デュラン・デュラン（ザ・ウェディング・アルバム）』からのシングル「オーディナリー・ワールド」と「カム・アンダーン」の大ヒットでシーンに復活。新しい世代のファンの獲得に成功する。
- 1995年、カバーアルバム『サンキュー』を発表。
- 1997年、バンド結成時からのメンバーであったジョン・テイラーが脱退。再びバンドは停滞期に突入する。
- 2001年、オリジナルメンバー5人が再会し、再び5人揃って活動を開始。それを受けてククルロがバンドを脱退。
- 2003年、日本を皮切りに米国、豪州などでツアーを展開、成功を収める。
- 2004年、復活第一弾10thアルバム『アストロノート』を発表。
- 2005年、ロジャー・テイラーが足の小指を「骨折」した為、予定されていた日本ツアーをすべてキャンセル。しかし、日本ツアー予定日当日にロジャー・テイラーが元気にドラムを叩く姿が海外で放送された為、各方面で物議を醸す。代わって8月、summer sonic 2005の東京・大阪両会場で公演。併せて東京で1日だけの単独ライブも行った。
- 2006年、アンディ・テイラーが再度バンドを脱退し、ミュージシャンを引退した。
- 2007年7月1日、コンサート・フォー・ダイアナに参加。

7月7日、Live Earth コンサートに参加。
11月、11thアルバム『レッド・カーペット・マサカー〜美しき深紅〜』発表。
- 2010年、12月21日、マーク・ロンソンをプロデューサーに迎えた12thアルバム『オール・ユー・ニード・イズ・ナウ』をiTunes Store先行で発表。2ndアルバム『リオ』に回帰したサウンドを展開している。2011年2月にはCDでリリースされた。
- 2015年、9月11日、再びナイル・ロジャース、マーク・ロンソン、ミスター・ハドソンらをプロデューサーに迎え多彩な豪華ゲストが参加した5年ぶりの13thアルバム『ペイパー・ゴッズ』を発表。
- 2022年、ロックの殿堂入りを果たし、パフォーマー部門を受賞した[8]。

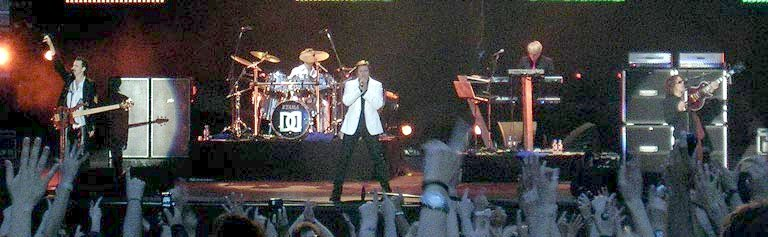
Duran Duran live（2005年）

## 逸話・その他
- ジョン・テイラー、ロジャー・テイラー、アンディ・テイラーとテイラー姓の人物が三人いるが、いずれも血縁関係はない。
- 初来日時に『夜のヒットスタジオ』に出演した際、司会の芳村真理が「何か知っている日本語はありますか？」と質問し、ル・ボンが話した言葉は「コンヤ、ドウ？（今夜、どう？）」であった。これは同じく司会の井上順が教えたと言われている。
- ロキシー・ミュージックの影響もあるのか女性モデルや女優を起用したミュージックビデオをよく好む。（サイドプロジェクトのパワー・ステーション、アーケイディア も多い）

Reema Ruspoli（Rio）、Perri Lister（Chuffeur）、Sheila Ming（Hungry Like The Wolf）、Grace Jones（A View to a Kill）、Christy Turlington （Notorious）、Tess Daly（Violence of Summer、Serious）、Myka Dunkle（Electric Barbarella）、Naomi Campbell、Cindy Crawford、Helena Christensen、Eva Herzigova、Yasmin Le Bon（Girl Panic!）
- ダイアナ元皇太子妃が彼らの大ファンで、旅の時にはアルバム『リオ（Rio）』のカセットテープをいつも持参していたと言われている。

## メンバーと担当楽器
全期間を通じ、ニック・ローズがバンドリーダーを務める。

### 第1期 1978年
- ニック・ローズ（Nick Rhodes） - keyboard/tapes/rhythm machine
- ジョン・テイラー（John Taylor）[注 1] - guitar
- サイモン・コリー（Simon Colley） - bass guitar/clarinet
- スティーヴン・ダフィ（Stephen Duffy） - vocal/bass guitar

### 第2期 1978年 - 1979年
- ニック・ローズ（Nick Rhodes） - keyboard
- ジョン・テイラー（John Taylor） - guitar
- アンディ・ヴィケット（Andy Wickett） - vocal
- ロジャー・テイラー（Roger Taylor） - drums[注 2]

### 第3期 1980年
ジョン・テイラーがベースに転向。
- ニック・ローズ（Nick Rhodes） - keyboard
- ジョン・テイラー（John Taylor） - bass guitar
- ロジャー・テイラー（Roger Taylor） - drums
- ジェフ・トーマス（Jeff Thomas） - vocal
- アラン・カーティス（Alan Curtis） - guitar

### 第4期 1980年 - 1985年
デビュー・シングル「Planet Earth / Late Bar」 - 4thアルバム『Arena』録音。
- ニック・ローズ（Nick Rhodes） - keyboard
- サイモン・ル・ボン（Simon Le Bon） - vocal
- ジョン・テイラー（John Taylor） - bass guitar
- ロジャー・テイラー（Roger Taylor） - drums
- アンディ・テイラー（Andy Taylor） - guitar

### 第5期 1986年 - 1988年
5th『Notorious』、6th『Big Thing』録音。
- ニック・ローズ（Nick Rhodes） - keyboard
- サイモン・ル・ボン（Simon Le Bon） - vocal
- ジョン・テイラー（John Taylor） - bass guitar

+
- ウォーレン・ククルロ（Warren Cuccurullo） - guitar（ゲスト/5th、6th）
- アンディ・テイラー（Andy Taylor） - guitar（ゲスト/5th）
- ナイル・ロジャース（Nile Rodgers） - guitar（ゲスト/5th）
- スティーヴ・フェローン（Steve Ferrone） - drums（ゲスト/5th、6th）
- スターリング・キャンベル（Sterling Campbell） - drums（ゲスト/6th）

### 第6期 1989年 - 1990年
7th『Liberty』録音。
- ニック・ローズ（Nick Rhodes） - keyboard
- サイモン・ル・ボン（Simon Le Bon） - vocal
- ジョン・テイラー（John Taylor） - bass guitar
- ウォーレン・ククルロ（Warren Cuccurullo） - guitar
- スターリング・キャンベル（Sterling Campbell） - drums

### 第7期 1991年 - 1996年
8th『Duran Duran (The Wedding Album)』、9th『Thank You』録音。
- ニック・ローズ（Nick Rhodes） - keyboard
- サイモン・ル・ボン（Simon Le Bon） - vocal
- ジョン・テイラー（John Taylor） - bass guitar
- ウォーレン・ククルロ（Warren Cuccurullo） - guitar

+
- スティーヴ・フェローン（Steve Ferrone） - drums（ゲスト/8th、9th）
- ヴィニー・カリウタ（Vinnie Colaiuta） - drums（ゲスト/8th）
- ファーガス・ジェラルド（Fergus Gerrand） - drums（ゲスト/8th）
- テリー・ボジオ（Terry Bozzio） - drums（ゲスト/9th）
- トニー・トンプソン（Tony Thompson） - drums（ゲスト/9th）
- ロジャー・テイラー（Roger Taylor） - drums（ゲスト/9th）
- エイブ・ラボリエル Jr.（Abe Laboriel Jr.） - drums（ゲスト/9th）
- アンソニー・J.・レスタ（Anthony J. Resta） - drums（ゲスト/9th）

### 第8期 1997年 - 2001年
10th『Medazzaland』、11th『Pop Trash』録音。
- ニック・ローズ（Nick Rhodes） - keyboard
- サイモン・ル・ボン（Simon Le Bon） - vocal
- ウォーレン・ククルロ（Warren Cuccurullo） - guitar/bass guitar

+
- ジョン・テイラー（John Taylor） - bass guitar（ゲスト/10th、11th）
- スティーヴ・アレキサンダー（Steve Alexander） - drums（ゲスト/10th）
- アンソニー・J.・レスタ（Anthony J. Resta） - drums（ゲスト/10th）
- ジョン・トンクス（John Tonks） - drums(ゲスト/11th）
- グレッグ・ビソネット（Greg Bissonette） - drums（ゲスト/11th）

### 第9期（再結成第4期） 2001年 - 2006年
12th『Astronaut』録音。
- ニック・ローズ（Nick Rhodes） - keyboard
- サイモン・ル・ボン（Simon Le Bon） - vocal
- ジョン・テイラー（John Taylor） - bass guitar
- ロジャー・テイラー（Roger Taylor） - drums
- アンディ・テイラー（Andy Taylor） - guitar

### 第10期 2006年以降
13th『Red Carpet Massacre』、14th『All You Need Is Now』、15th『Paper Gods』、16th『Future Past』録音。
- ニック・ローズ（Nick Rhodes） - keyboard
- サイモン・ル・ボン（Simon Le Bon） - vocal
- ジョン・テイラー（John Taylor） - bass guitar
- ロジャー・テイラー（Roger Taylor） - drums

+
- ドミニク・ブラウン（Dominic Brown） - guitar（ゲスト/13th、14th）

## ディスコグラフィ

### スタジオ・アルバム
- 『デュラン・デュラン』 - Duran Duran（1981年 第4期）英3位・米10位
- 『リオ』 - Rio（1982年 第4期）英2位・米6位
- 『セブン・アンド・ザ・ラグド・タイガー』 - Seven and the Ragged Tiger（1983年 第4期）英1位・米8位
- 『ノトーリアス』 - Notorious（1986年 第5期）英16位・米12位
- 『ビッグ・シング』 - Big Thing（1988年 第5期）英15位・米24位
- 『リバティ』 - Liberty（1990年 第6期）英8位・米46位
- 『デュラン・デュラン（ザ・ウェディング・アルバム）』 - Duran Duran (A.K.A."The Wedding Album")（1993年 第7期）英4位・米7位
- 『サンキュー』 - Thank You（1995年 第7期）英12位・米19位 ※カバー盤
- 『メダザランド』 - Medazzaland（1997年 第8期）米58位
- 『ポップ・トラッシュ』 - Pop Trash（2000年 第8期）英53位・米135位
- 『アストロノート』 - Astronaut（2004年 第9期）英3位・米17位
- 『レッド・カーペット・マサカー〜美しき深紅〜』 - Red Carpet Massacre（2007年 第10期）英44位・米36位
- 『オール・ユー・ニード・イズ・ナウ』 - All You Need Is Now（2010年 第10期）英11位/iTunes1位・米29位/iTunes2位
- 『ペイパー・ゴッズ』 - Paper Gods（2015年 第10期）英5位・米10位
- 『フューチャー・パスト』 - Future Past（2021年 第10期）英3位・米28位
- 『ダンス・マカブル』 - Danse Macabre（2023年 第10期）英4位・米57位

### ライブ・アルバム
- 『アリーナ』 - Arena（1984年 第4期）英6位・米4位
- 『ライヴ・フロム・ロンドン』 - Live from London（2005年 第9期）
- 『ア・ダイアモンド・イン・ザ・マインド』 - A Diamond In The Mind: Live 2011（2012年 第10期）

### コンピレーション・アルバム
- 『ディケイド』 - Decade: Greatest Hits（1989年）英5位・米67位 ※ベスト盤
- 『グレイテスト』 - Greatest（1998年）英4位・米146位 ※ベスト盤
- 『ストレンジ・ビヘイヴィアー』 - Strange Behaviour（1999年）※リミックス盤
- 『スーパー・ベスト』 - The Essential Collection（2000年）※ベスト盤

### シングル
※日本国内販売分のみ
| 年   | 時期  | タイトル | 型番       | 順位 | 順位 | 備考                                                                      |
| 年   | 時期  | タイトル | 型番       | 英   | 米   | 備考                                                                      |
| ---- | ----- | --- | ---------- | ---- | ---- | ------------------------------------------------------------------------- |
| 1981 | 第4期 | プラネット・アース b/w レイト・バー | EMS-17134  | 12   | —    |                                                                           |
| 1981 | 第4期 | グラビアの美少女 b/w 光速を越えて | EMS-17166  | 14   | —    | アニメ『SPEED GRAPHER』主題歌                                             |
| 1981 | 第4期 | マイ・オウン・ウェイ b/w 天使の調べ | EMS-17235  | 14   | —    |                                                                           |
| 1982 | 第4期 | ハングリー・ライク・ザ・ウルフ b/w ケアレス・メモリーズ (ライヴ) | EMS-17266  | 5    | 3    |                                                                           |
| 1982 | 第4期 | リオ b/w ザ・ショーファー | EMS-17293  | 6    | 14   |                                                                           |
| 1983 | 第4期 | プリーズ・テル・ミー・ナウ b/w 色鮮やかに | EMS-17361  | 1    | 4    | サントリーウイスキー『サントリーQ』CMソング                               |
| 1983 | 第4期 | ユニオン・オブ・ザ・スネイク b/w シークレット・オクトーバー | EMS-17402  | 3    | 3    |                                                                           |
| 1984 | 第4期 | ニュー・ムーン・オン・マンデイ b/w タイガー・タイガー | EMS-17421  | 9    | 10   |                                                                           |
| 1984 | 第4期 | ザ・リフレックス b/w ニュー・レリジョン (ライヴ) | EMS-17454  | 1    | 1    | サントリーウイスキー『サントリーQ』CMソング、東芝『ダイナブック』CMソング |
| 1984 | 第4期 | ワイルド・ボーイズ b/w ひび割れた歩道 (ライヴ) | EMS-17485  | 2    | 2    | 総合格闘家のミルコ・クロコップの代表的な入場曲                            |
| 1984 | 第4期 | セイヴ・ア・プレーヤー b/w セイヴ・ア・プレーヤー (ライヴ) | EMS-17531  | —    | 16   |                                                                           |
| 1985 | 第4期 | 007/美しき獲物たち b/w 007/美しき獲物たち (Inst.) | EMS-17546  | 2    | 1    | 映画『007 美しき獲物たち』主題歌                                          |
| 1986 | 第5期 | ノトーリアス b/w ウインター・マーチズ・オン | EMS-17674  | 7    | 2    |                                                                           |
| 1987 | 第5期 | スキン・トレイド b/w ウイ・ニード・ユー | EMS-17689  | 9    | 39   |                                                                           |
| 1987 | 第5期 | ミート・エル・プレジデンテ b/w めまい | EMS-17705  | 24   | 70   | アナログ・ラスト・シングル                                                |
| 1988 | 第5期 | アイ・ドント・ウォント・ユア・ラヴ c/w アイ・ドント・ウォント・ユア・ラヴ (アルバム・ヴァージョン), アイ・ドント・ウォント・ユア・ラヴ (ビッグ・ミックス)                               | XP12-5002  | 10   | 14   | このタイトルから8cm CDでのリリース                                        |
| 1988 | 第5期 | オール・シー・ウォンツ・イズ c/w オール・シー・ウォンツ・イズ (ユーロ・ダブ・ミックス), アイ・ビリーヴ / オール・アイ・ニード・トゥ・ノウ (メドレー)                                    | XP12-5006  | 8    | 22   |                                                                           |
| 1990 | 第6期 | 夏のヴァイオレンス c/w 夏のヴァイオレンス (ザ・パワー・カット・ダウン) | TODP-2185  | 20   | 64   |                                                                           |
| 1990 | 第6期 | シリアス c/w ヨ・バッド・アジジ, ウォーター・ベイビーズ | TODP-2215  | 48   | —    |                                                                           |
| 1993 | 第7期 | オーディナリー・ワールド c/w セイヴ・ア・プレイヤー, ザ・リフレックス | TODP-2368  | 6    | 3    | ソニー『MDウォークマン』CMソング、トヨタ自動車『レジアス』CMソング        |
| 1993 | 第7期 | カム・アンダーン c/w オーディナリー・ワールド (アコースティック・ヴァージョン, カム・アンダーン (FGI ファンビン 12"), カム・アンダーン (ラ・ファン・ドゥ・シェークル〜世紀末ミックス〜) | TOCP-7822  | 13   | 7    |                                                                           |
| 1993 | 第7期 | トゥー・マッチ・インフォメーション c/w カム・アンダーソン (ライヴ), ショット・ガン | TOCP-7924  | 35   | 45   |                                                                           |
| 1994 | 第7期 | ノン・オブ・ジ・アバーヴ c/w (12インチ・エクステンディド・ミックス), (アルバム・ミックス)                                                                                               | TODP-2452  | —    | —    | ホンダ『インテグラ』CMソング                                              |
| 1995 | 第7期 | ホワイト・ラインズ c/w White Lines (70's クラブ・ミックス) | TODP-2461  | 17   | 67   | Grandmaster Flash & Melle Melが1983年に発表したカバー曲                   |
| 1997 | 第8期 | アウト・オブ・マイ・マインド c/w シルヴァ・ハロ, シナー・オア・セイント, アウト・オブ・マイ・マインド (エレクトリック・リミックス)                                                      | VJCP-12063 | —    | —    |                                                                           |
| 2001 | 第8期 | ラスト・デイ・アンド・アース c/w スターティング・トゥ・リメンバー | AVCW-13029 | —    | —    | ユニバーサル・スタジオ・ジャパンの公式テーマソング                        |

## 日本でのテレビ出演
- 夜のヒットスタジオDELUXE（フジテレビ、1987年3月25日）※来日でスタジオ生出演

## 日本公演
1982年「The Rio Tour」1982年4月15日 - 12月1日
- 4月25日：日本青年館
- 4月26日：万国博ホール
- 4月27日：愛知県勤労会館
- 4月28日：中野サンプラザ
- 5月01日：渋谷公会堂（2回公演、15時30分・18時30分）

1984年「Sing Blue Silver Tour」1983年11月12日 - 1984年4月17日
- 1月17日：宮城県スポーツセンター
- 1月19日：日本武道館
- 1月20日：名古屋市国際展示場
- 1月23日：大阪城ホール
- 1月24 - 25日：日本武道館

1987年「The Strange Behaviour Tour」1987年3月16日 - 1988年1月15日
- 3月19日：名古屋市国際展示場
- 3月21 - 22日：後楽園球場
- 3月24日：阪急西宮球場

1989年「The Big Live Thing」1988年11月11日 - 1989年4月26日
- 2月15 - 17日：ワールド記念ホール
- 2月20日：名古屋市総合体育館レインボーホール
- 2月22日：東京ドーム

1993年「NO ORDINARY WORLD TOUR」1993年3月22日 - 1994年4月12日
- 12月15 - 16日：国立代々木競技場
- 12月18日：名古屋国際会議場センチュリーホール
- 12月19日：大阪城ホール

2001年「POP TRASH TOUR」2000年7月21日 - 2001年6月22日
- 6月17日：東京国際フォーラム ホールA
- 6月19日：SHIBUYA-AX
- 6月22日：神戸国際会館

2003年「78-03 TOUR / The Reunion Tour」2003年7月7日 - 2004年10月3日
- 7月07日：大阪城ホール
- 7月08日：Zepp Fukuoka
- 7月10日：名古屋国際会議場センチュリーホール
- 7月11日 - 12日：日本武道館

2005年「The Astronaut Tour」2005年1月13日 - 2006年11月11日
- 8月13日：幕張メッセ
- 8月14日：インテックス大阪
- 8月15日：STUDIO COAST

2008年「The Red Carpet Massacre Tour」2007年10月28日 - 2008年12月14日
- 4月14日：Zepp Tokyo

2017年「The Paper Gods Tour」2015年6月20日 - 2018年2月21日
- 9月20日：日本武道館
- 9月22日：オリックス劇場